# Henri de Ziegler
Henri de Ziegler (* 18. Juli 1885 in Genf; † 21. März 1970 ebenda) war ein Schweizer Philologe und Schriftsteller.
De Ziegler war Professor für italienische Literatur an der Universität Genf und deren Rektor von 1954 bis 1956. Seine wichtigsten Schriften sind L’aube (1911), Les deux Rome (1925) und Le bourdon du pèlerin (1931).